# Gunung Sewu
Les Gunung Sewu (« montagne aux mille sommets » en javanais) ou monts Sewu sont un plateau calcaire de l'Indonésie situé dans la partie méridionale du centre de l'île de Java, à l'est de la ville de Yogyakarta.
La limite septentrionale de ce plateau forme un abrupt culminant à 700 mètres et qui fait face à la chaîne volcanique constituant l'épine dorsale de Java. Le plateau s'incline vers le sud jusqu'à l'océan Indien, se terminant par une falaise de 25 à 100 mètres de haut.
L'ensemble est un exemple de karst tropical, qui se traduit par un paysage de pitons et de buttes d'un blanc jaunâtre, de 50 à 70 mètres de haut, aux flancs parfois verticaux.
En 2015 a été créé le géoparc de Gunung Sewu, de 1 802 km2.